# Soehrensia volliana
Soehrensia volliana ist eine Pflanzenart aus der Gattung Soehrensia in der Familie der Kakteengewächse (Cactaceae). Das Artepitheton volliana ehrt Otto Voll (1884–1958), den damaligen Obergärtner des Botanischen Gartens Rio de Janeiro.

## Beschreibung
Echinopsis volliana wächst strauchig und verzweigt von der Basis aus mit mehreren aufrechten Zweigen. Die zylindrischen, glänzend hellgrünen Triebe erreichen Durchmesser von bis zu 10 Zentimeter. Es sind etwa 13 gerundete Rippen vorhanden. Die auf ihnen befindlichen Areolen stehen bis zu 2,5 Zentimeter voneinander entfernt. Aus ihnen entspringen bernsteinfarbene Dornen. Der einzelne Mitteldorn ist bis zu 2,5 Zentimeter lang. Die acht bis elf ausstrahlenden Randdornen sind dünn und stechend. Sie weisen eine Länge von bis zu 0,7 Zentimeter auf.
Die trichterförmigen, weißen Blüten erscheinen in der Nähe der Triebspitzen. Sie sind bis zu 13 Zentimeter lang. Die länglichen Früchte sind behaart.

## Verbreitung, Systematik und Gefährdung
Soehrensia volliana ist im bolivianischen Departamento Cochabamba in Höhenlagen von 2500 bis 3000 Metern verbreitet.
Die Erstbeschreibung als Trichocereus vollianus durch Curt Backeberg wurde 1936 veröffentlicht. Boris O. Schlumpberger stellte die Art 2012 in die Gattung Soehrensia. Ein weiteres nomenklatorisches Synonym ist Echinopsis volliana (Backeb.) H.Friedrich & G.D.Rowley (1974).
In der Roten Liste gefährdeter Arten der IUCN wird die Art als „Least Concern (LC)“, d. h. als nicht gefährdet geführt.

## Nachweise